# Hemmerswil
Hemmerswil ist eine ehemalige Einheitsgemeinde und heute ein Ortsteil der Gemeinde Amriswil im Bezirk Arbon des Kantons Thurgau in der Schweiz.
Hemmerswil bildete von 1816 bis 1831 eine Ortsgemeinde der Munizipalgemeinde Salmsach und von 1832 bis 1924 die Einheitsgemeinde Hemmerswil. Am 1. Januar 1925 wurde die Einheitsgemeinde Hemmerswil von der Ortsgemeinde Amriswil eingemeindet.

## Geographie
Hemmerswil liegt an der Strasse Amriswil–Arbon und heute am südöstlichen Rand von Amriswil. Zur Gemeinde Hemmerswil gehörten die Weiler Almensberg, Hölzli und Rüti.

## Geschichte

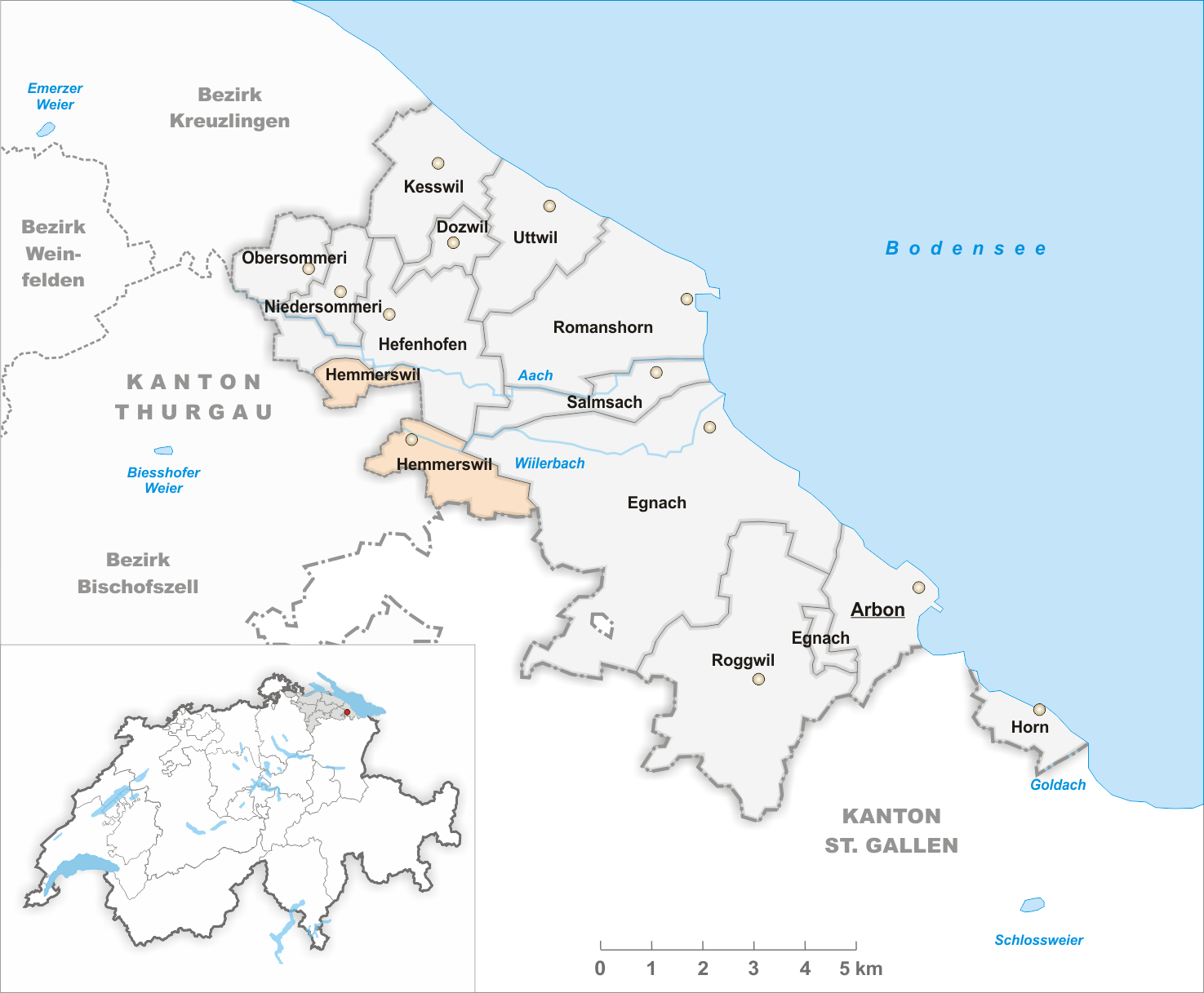
Gemeindestand vor der Fusion im Jahr 1925

Vom Mittelalter bis 1798 war Hemmerswil Teil des fürstäbtisch-sankt-gallischen Malefizgerichts Sommeri. Almensberg und Rüti gehörten dem Heiliggeistspital St. Gallen (Spitalgericht), Hölzli war Teil des Niedergerichts Amriswil.
Die Hemmerswiler waren stets nach Amriswil kirchgenössig.
Obwohl Hemmerswil um 1900 noch ein Bauerndorf war, arbeiteten bereits viele Einwohner in den Industrien von Amriswil.
→ siehe auch Artikel Almensberg
| Jahr      | 1850 | 1900 | 1950 |
| Einwohner | 504  | 643  | 1159 |

## Persönlichkeiten
- Jakob Müller (* 1847 in Hemmerswil; † 1931 in Romanshorn), Müller und Politiker

## Bilder

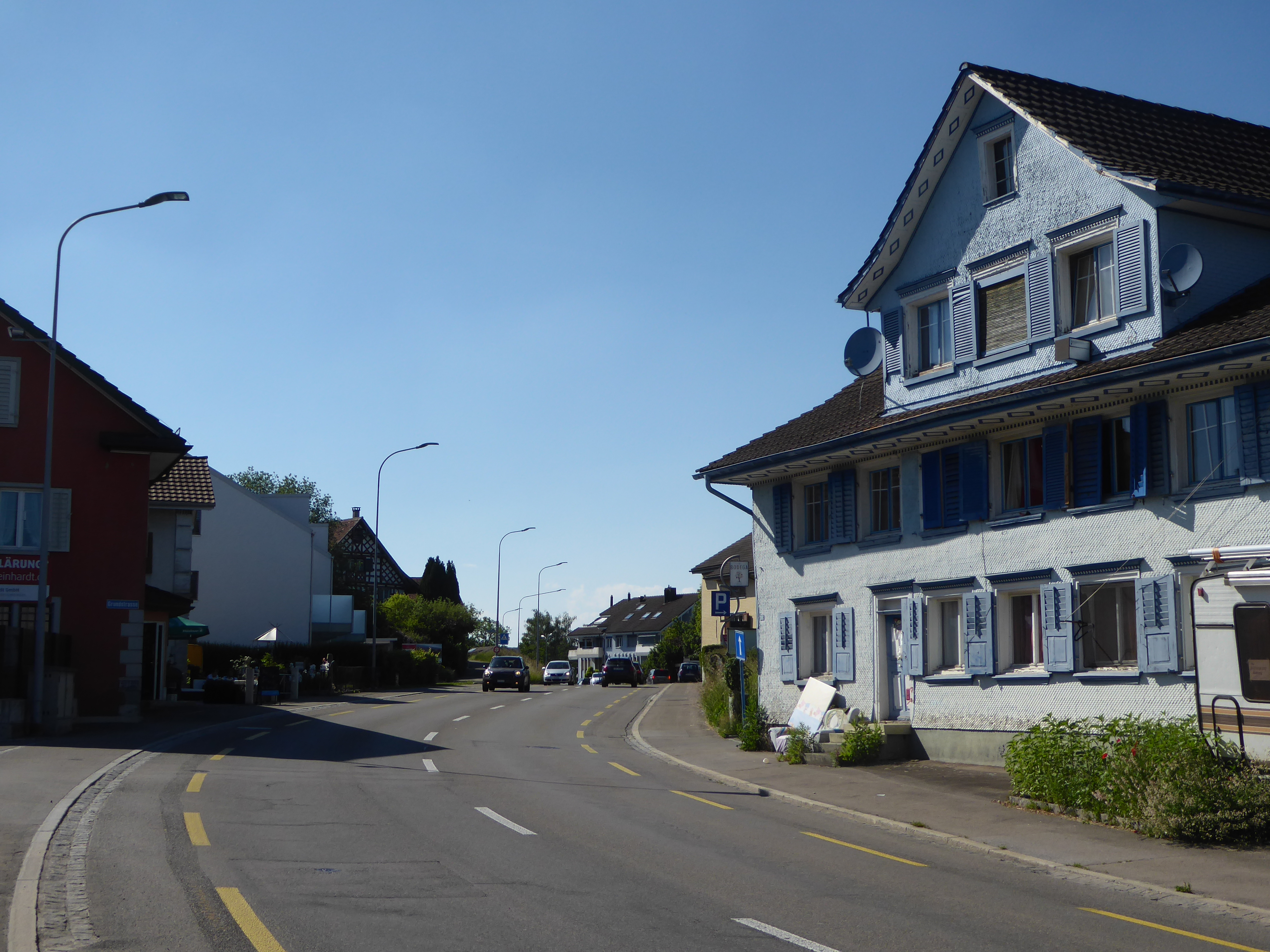
Hauptstrasse Amriswil–Arbon in Hemmerswil
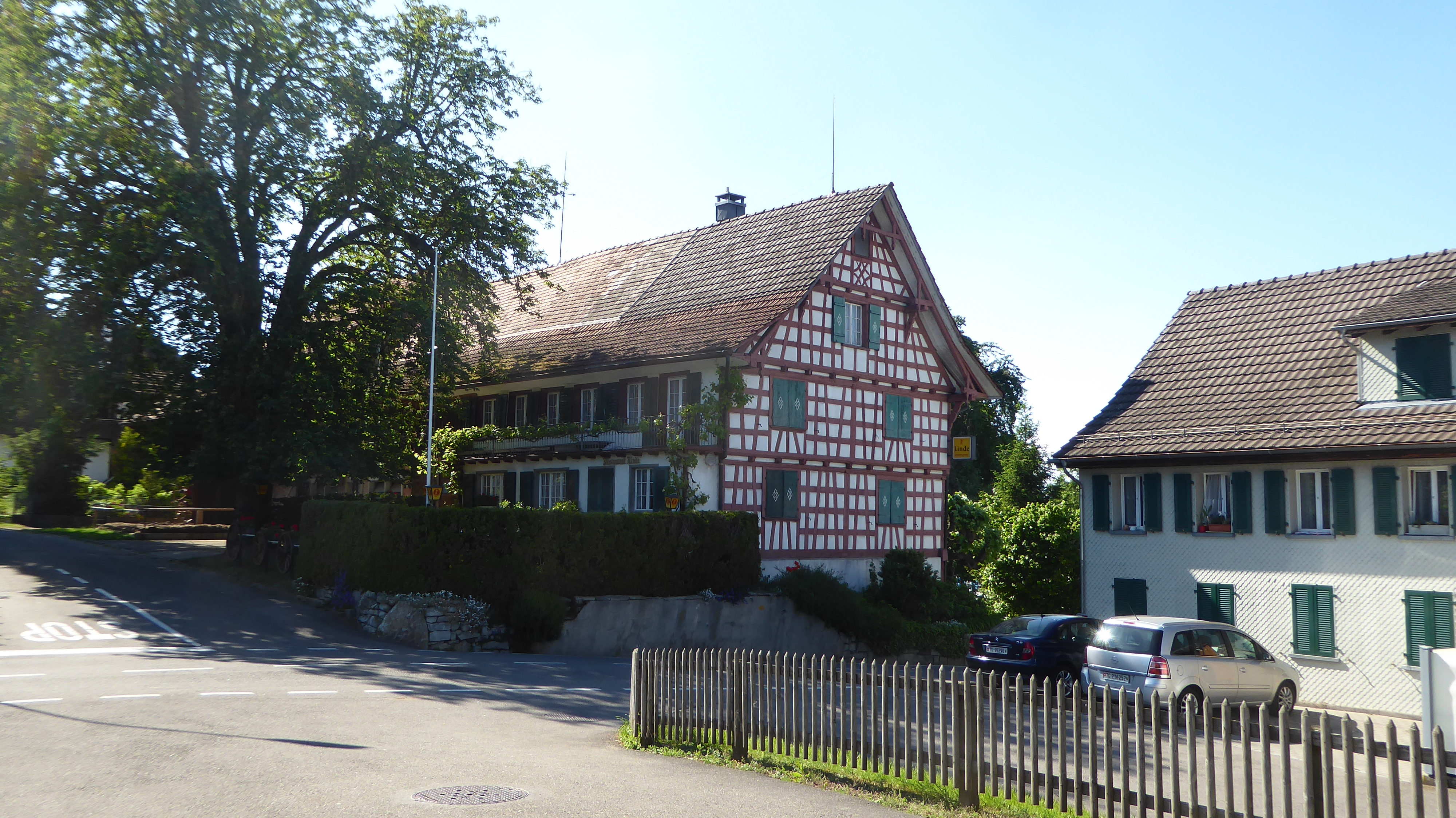
Restaurant «Linde»